# Roland Rosenstock
Roland Rosenstock (* 1966 in Bielefeld) ist ein deutscher evangelischer Theologe, Medienpädagoge und Autor. Er hat den Lehrstuhl für Praktische Theologie (Religionspädagogik/Medienpädagogik) an der Universität Greifswald inne und beschäftigt sich schwerpunktmäßig mit der Beziehung von Religion und Medien.

## Werdegang
Roland Rosenstock studierte Evangelische Theologie, Philosophie und Pädagogik an den Universitäten Bielefeld/Bethel, Bochum, Greifswald, Marburg und Kiel. 1994 legte er sein Erstes Theologisches Examen ab und war in der Folge als Lektor an der Theologischen Fakultät der Comenius-Universität Bratislava in der Slowakei tätig. Nach einem Jahr Auslandsaufenthalt kehrte Rosenstock 1995 in seinen früheren Studienort Kiel zurück und wirkte dort bis 1996 als wissenschaftlicher Mitarbeiter am Institut für Praktische Theologie der Christian-Albrechts-Universität. Im Anschluss daran zog es ihn nach München an die Ludwig-Maximilians-Universität, wo er – ebenfalls als wissenschaftlicher Mitarbeiter am Institut für Praktische Theologie – fünf Jahre tätig war und 2001 zum Thema „Evangelische Presse im 20. Jahrhundert“ promovierte.
Ab 2001 absolvierte Rosenstock den zweiten Teil der Pfarrerausbildung, das Vikariat, im oberbayerischen Puchheim. Mit dem anschließenden Zweiten Theologischen Examen und der folgenden Ordination schloss er seine theologische Ausbildung 2003 ab. Noch im gleichen Jahr folgte er dem Ruf an die Ernst-Moritz-Arndt-Universität Greifswald, wo er die Juniorprofessur für Praktische Theologie mit dem Schwerpunkt „Religionspädagogik und Medienforschung“ übernahm. Seit Herbst 2009 ist Rosenstock ordentlicher Professor für Praktische Theologie mit dem Schwerpunkt „Religions- und Medienpädagogik“.

## Forschungsschwerpunkte
Roland Rosenstock widmet sich hauptsächlich der Beziehung zwischen Religion und Medien, wobei vor allem Medienethik, -pädagogik und -didaktik sowie Medienkompetenzentwicklung im Fokus stehen. In diesem Zusammenhang entwickelte und betreute er eine Reihe von Projekten. Unter seiner Mitwirkung entstand die Zeichentrickfilmserie CHI RHO – Das Geheimnis, die in Kooperation mit dem KiKA produziert und ausgestrahlt wurde. Zudem verfasste er für acht Episoden der Serie die entsprechenden Bücher. Ebenso war Rosenstock an der Sendung mit der Maus zum Thema Fragen zu Gott, der Welt und den großen Religionen beteiligt und schrieb dazu ebenfalls die passenden Kinderbücher.
Rosenstock etablierte das medienpädagogische Projekt „ComputerSpielSchule Greifswald“ zur Förderung der Medienkompetenzentwicklung, das mit dem Zukunftspreis der Deutschen Bibliotheken ausgezeichnet und im Jahre 2013 vom Bundespräsidenten Joachim Gauck besucht wurde. In diesem Zusammenhang berät Rosenstock auch die Medienanstalt Mecklenburg-Vorpommerns und erarbeitete einen „Medienkompass“, der medienpädagogische Projekte nach Altersstufen geordnet vorstellt. Darüber hinaus entwickelte er für die EKD spezielle Internetangebote für Kinder und Senioren.
Rosenstock ist Mitglied in diversen Fachgesellschaften, so der Deutschen Gesellschaft für Publizistik- und Kommunikationswissenschaft, der Gesellschaft für Medienpädagogik und Kommunikationskultur (GMK) sowie der Gesellschaft für wissenschaftliche Religionspädagogik. Im Rahmen der Verleihung des Medius-Preises der GMK ist Rosenstock auch Mitglied der Fachjury. Des Weiteren ist er als Prüfer bei der Freiwilligen Selbstkontrolle Fernsehen tätig und war von 2005 bis 2009 Vorsitzender des Kuratoriums der Evangelischen Schulstiftung Mecklenburg-Vorpommern und Nordelbien.

## Publikationen (Auswahl)
Bücher
- Evangelische Presse im 20. Jahrhundert. Kreuz, Stuttgart 2002, ISBN 978-3-7831-2052-3.
- Die Zehn Gebote und was sie heute bedeuten: eine Gebrauchsanweisung. 2. Auflage, rororo Taschenbücher, Reinbek 2010, ISBN 978-3-499-62232-8.
- Kinder im Social Web: Qualität in der KinderMedienKultur. Nomos, Baden-Baden 2012, ISBN 978-3-8329-6830-4.
- Frag doch mal… die Maus – Fragen zu Gott, der Welt und den großen Religionen. cbj, München 2013, ISBN 978-3-570-22391-8.
- Der Medienkompass Mecklenburg-Vorpommern. Medienanstalt Mecklenburg-Vorpommern, Schwerin 2014, ISBN 978-3-00-045444-8.

Fachartikel
- Computerspiele und Soziale Netzwerke. Perspektiven einer Mediennutzerethik aus medienpädagogischer Sicht. In: Zeitschrift für Evangelische Ethik, Jahrgang 58, Ausgabe 4, Gütersloh 2014, S. 273–282.